# جال أبو خويمة
جال أبو خويمة منطقة عراقية في حوض وادي المهاري، بناحية الشبكة بقضاء النجف بمحافظة النجف، بالبادية العراقية جنوب العراق.